# Коновалов, Владислав Николаевич
Владислав Николаевич Коновалов (род. 2 мая 1974, Кустанай, Казахская ССР, СССР) — российский профессиональный баскетболист и тренер. Главный тренер баскетбольного клуба «Самара».

## Игровая карьера
Карьеру игрока начинал в алма-атинском СКА, а затем большую её часть провел в самарском ЦСК ВВС, выступал за тульский «Арсенал» и «Локомотив» (Минеральные Воды).
Неоднократный победитель и призёр чемпионатов мира среди военнослужащих.

## Карьера тренера
На тренерскую работу перешёл в 2006 году, сначала в качестве ассистента Валерия Тихоненко, а в концовке сезона 2008/2009 самостоятельно возглавлял «ЦСК ВВС-Самара».
В сезоне 2009/2010 возглавлял кустанайский «Тобол», приведя команду к серебряным медалям чемпионата Казахстана.
В июне 2012 года стал главным тренером красноярского «Енисея», но в январе 2013 года подал в отставку в связи с неудачными выступлениями команды.
В августе 2013 года стал помощником главного тренера «Красных крыльев» Сергея Базаревича, проведя в самарской команде два сезона.
Перед началом сезона 2015/2016 возглавил ревдинский «Темп-СУМЗ-УГМК». 22 декабря 2015 года покинул пост главного тренера. Под руководством Коновалова, в рамках чемпионата Суперлиги-1 дивизион, команда провела 12 встреч, в которых одержала семь побед.
В начале 2016 года стал главным тренером молодёжной команды «Автодор-2».
В мае 2016 года стал ассистентом главного тренера основной команды «Автодор».

## Достижения

### В качестве игрока
- Серебряный призёр Кубка Корача: 2001/2002
- Бронзовый призёр чемпионата России (5): 1993/1994, 1994/1995, 1998/1999, 2000/2001, 2001/2002
- Обладатель Кубка России: 1999/2000

### В качестве тренера
- Обладатель Кубка вызова ФИБА: 2006/2007
- Серебряный призёр чемпионата Казахстана: 2009/2010
- Обладатель Кубка России: 2011/2012
- Серебряный призёр Кубка Казахстана: 2008/2009
- Серебряный призёр Единой молодёжной лиги ВТБ: 2015/2016